# رامز بيشة
رامز بيشة (بالألبانية: Ramiz Bisha‏) هو لاعب كرة قدم ألباني في مركز الوسط، ولد في 21 نوفمبر 1967 في إشقودرة في ألبانيا. شارك مع منتخب ألبانيا لكرة القدم. أما مع النوادي، فقد لعب مع نادي فلازنيا إشقودرة.

## وصلات خارجية
- رامز بيشة على موقع قاعدة بيانات كرة القدم.إي يو (الإنجليزية)
- رامز بيشة على موقع ناشيونال فوتبول تيمز (الإنجليزية)
- رامز بيشة على موقع عالم كرة القدم.نت (الإنجليزية)